# Never Been Kissed
«Never Been Kissed» (рус. Нецелованный) — шестой эпизод второго сезона американского музыкального телесериала «Хор», показанный телеканалом Fox 9 ноября 2010 года. В серии впервые появляется персонаж Блейна Андерсона в исполнении актёра Даррена Крисса. По сюжету Курт отправляется шпионить за хором академии Далтон, где и знакомится с Блейном — открытым геем, который становится наставником Курта. Между тем новое недельное задание хора — очередное соревнование между мальчиками и девочками, а тренер Шэнон Бист узнаёт, что студенты визуализируют её, чтобы побороть сексуальное возбуждение.
Эпизод является началом сюжетной арки с участием Курта Хаммела и гомофобных запугиваний со стороны Дейва Карофски, которая продлится оставшуюся часть сезона. Она совпала с волной самоубийств среди молодёжи на почве школьных унижений, что стало своеобразным источником вдохновения для создателей сериала. В серии прозвучали кавер-версии шести песен, четыре из которых были объединены в мэшапы; все они были выпущены в качестве синглов посредством цифровой дистрибуции и занимали места в Billboard Hot 100. Композиция «Teenage Dream», исполненная Дарреном Криссом стала самым успешным синглом «Хора»: она добралась до восьмой строчки в Billboard Hot 100, получила золотую сертификацию в США и вошла в два альбома: Glee: The Music, Volume 4 и Glee: The Music Presents the Warblers. «Never Been Kissed» стала одной из шести серий «Хора», представленных в номинации «Лучший телесериал — комедия или мюзикл» на 63-й церемонии вручения наград «Эмми», а Дот Джонс была номинирована в категории «Лучшая приглашенная актриса в комедийном телесериале».

## Сюжет
Руководитель хора Уилл Шустер (Мэтью Моррисон) объявляет о втором соревновании между мужской и женской половинами хора. Чуть позже в школьном коридоре он видит, как хулиган Дейв Карофски (Макс Адлер), который регулярно запугивает Курта Хаммела (Крис Колфер) из-за его сексуальной ориентации, в очередной раз с силой бросает его о шкафчик. Шустер приглашает Курта в свой кабинет, чтобы поговорить с ним. Курт критикует школу за бездействие и дозволение гомофобам вроде Карофски устраивать травлю студентов. Шустер решает изменить недельное задание — мальчики должны будут спеть женские песни, а девочки — мужские. Это вызывает одобрение Курта; он предлагает своей команде несколько идей, однако его энтузиазм никто не разделяет, особенно Пак (Марк Саллинг). Вместо этого он предлагает Курту реально помочь хору и отправиться шпионить за их конкурентами — хористами мужской академии Далтон. Между тем девушки выполняют задание, спев мэшап «Start Me Up / Livin' on a Prayer».
Курт отправляется в Далтон и выдаёт себя за студента-новичка. Он становится свидетелем импровизационного номера хора «Соловьи» — кавер-версии песни Кэти Перри «Teenage Dream», а также знакомится с солистом хора — Блейном Андерсоном (Даррен Крисс). Несмотря на то, что Курт признаётся в целях своего визита, Блейн рассказывает ему, что в их академии хор подобен рок-группе, а также что в их стенах не терпят гомофобии или любого другого ущемления прав, потому Блейн, будучи также открытым геем, выбрал именно эту школу. Курт рассказывает о своём положении в МакКинли, и Блейн советует ему дать отпор Карофски. Курт принимает совет; во время очередного выпада он решает поговорить с Карофски и идёт за ним в мужскую раздевалку. Во время скандала и требования Куртом объяснений Карофски неожиданно целует Курта. Курт рассказывает о случившемся Блейну, и тот решает помочь ему поговорить с Карофски о его сексуальном самоопределении, однако сталкивается с глухой агрессией: Карофски отрицает факт поцелуя и снова возвращается к запугиванию Курта.
Пак освобождён из заключения после кражи банкомата при условии, что он будет выполнять общественные работы. Он решает начать помогать Арти (Кевин Макхейл) из-за его инвалидности. Они вместе поют «One Love/People Get Ready», а Пак запугивает студентов, чтобы получить пожертвования. Он устраивает двойное свидание с Сантаной (Ная Ривера) и Бриттани (Хизер Моррис), чтобы помочь Арти вернуть Брит. Социальный работник Джон Мартин (Майкл Хайетт) уверен в том, что вместо общественных работ Пак помогал членам местной банды, и угрожает, что он может вернуться в заключение, если не найдёт способ выполнять предписание судьи. Пак признаётся Арти, что его рассказы о тюрьме — неправда, и он не хочет возвращаться назад, и Арти решает помочь ему завершить общественные работы.
В то же время некоторые студенты школы обнаруживают, что образ тренера Шэнон Бист (Дот Джонс) эффективен, когда нужно сбросить с себя сексуальное возбуждение. Слух об этом распространяется по школе и в итоге доходит до самой Бист; она оскорблена и решает уволиться. Уилл убеждает её остаться, и во время разговора она рассказывает ему о том, что никогда не целовалась. Уилл целует её, говоря, что внешность не важна. Он приглашает её посмотреть выступление мужской части хора, которые извиняются перед ней и поют «Stop! In the Name of Love / Free Your Mind».

## Реакция
«Never Been Kissed» получил смешанную оценку критиков, резонанс был вызван сюжетной линией Курта. В то время как, по мнению Лизы Респерс Франс, из CNN это был лучший эпизод «Хора» на тот момент, а Роберт Ченнинг из IGN поставил ему девять из десяти, отметив серию как выдающуюся; Линда Холмс из National Public Radio охарактеризовала эпизод как «один из самых поверхностных и эмоционально недостоверных, которые это шоу когда-либо выпускало», а Тодд ВанДерВерфф из The A.V. Club объявил его провалом «практически во всём». Лия Энтони Либреско из The Huffington Post посчитала эпизод «поразительно контрпродуктивным» ответом на всплеск суицидов среди подростков-геев в начале 2010 года. Бобби Ханкинсон из Houston Chronicle и Джеймс Понивозик из Time в целом одобрили сюжет, — первый выразил мнение, что желание «Хора» привлечь внимание общественности к таким вопросам было «поразительно смелым», а второй, в качестве положительного момента, отметил, что серия может способствовать появлению мультиэпизодной арки — но оба были критически настроены в отношении практической реализации идеи.
Многие элементы сюжета были отмечены как проблематичные. Линде Холмс показалось, что быстрая смена поведения Карофски, который сначала преследовал Курта, а потом поцеловал, была абсурдной и «эмоционально необоснованной». Либреско не одобрила, что Уилл считает главной проблемой разочарование Курта, а не бесконтрольные преследования, которыми оно было вызвано. Она посчитала советы Блейна Курту «сбивающими с толку и опасными», особенно утверждение, что дети, подвергшиеся издевательствам, должны давать отпор обидчикам и, таким образом, подвергать себя ещё большему риску, вместо того, чтобы защищать себя. ВанДерВерфф и Понивозик были критически настроены в отношении академии Далтон: первый нашёл её толерантность нереалистичной, а второй был разочарован тем, что создатели «Хора» отказались показать типичную школу с недостатками, уменьшив роль издевательств в угоду «практически неземному раю». Понивозик также отметил, что серии в наследство достался испорченный сюжет, поскольку сериал и раньше относился к преследованиям не слишком серьёзно, но, на его взгляд, спасительным для эпизода оказалось то, что Колфер, «вероятно, самый сильный актёр с самым интересным персонажем среди ребят „Хора“», был в центре внимания.